# Rheinischer Krummstiel

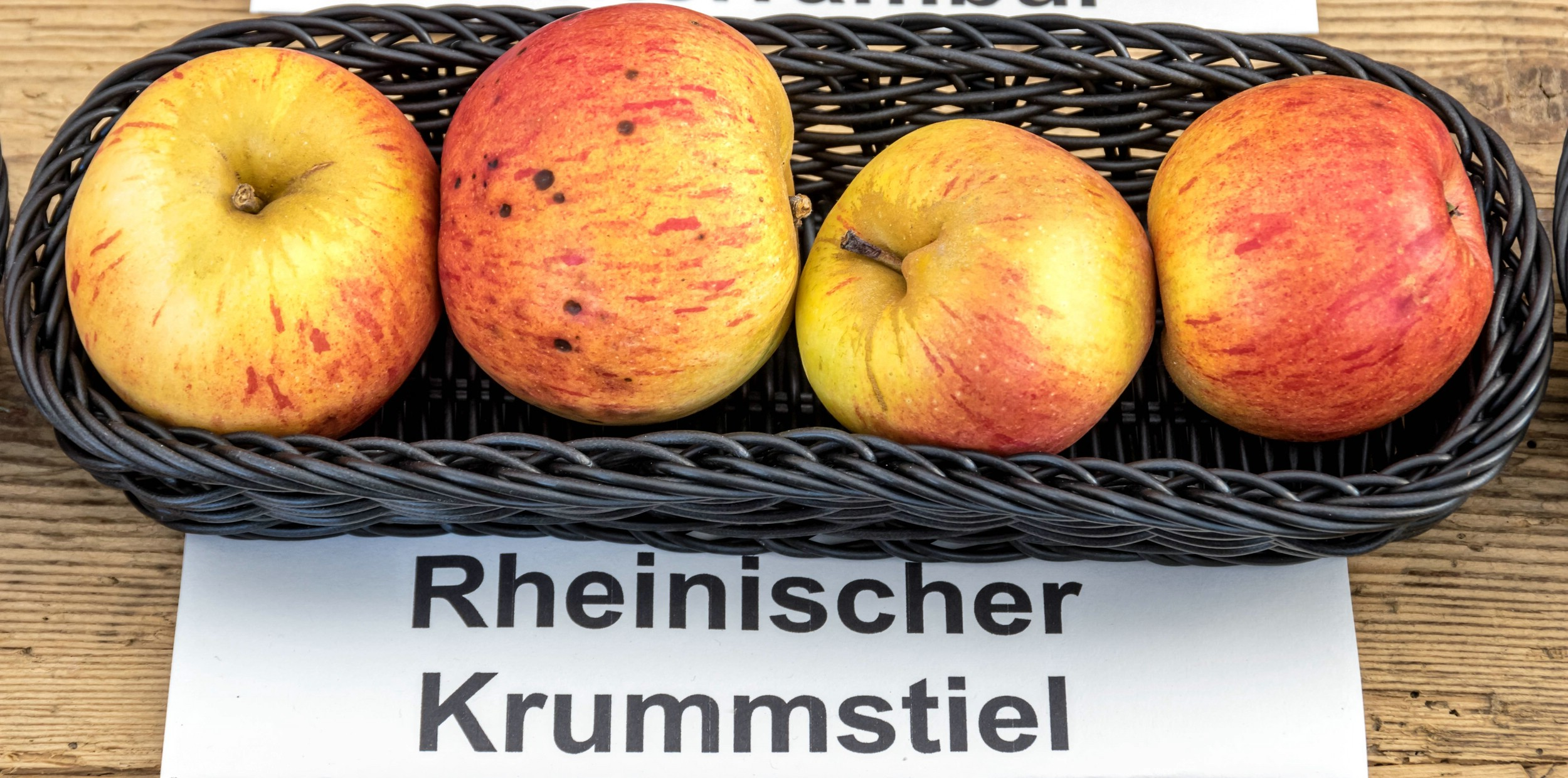
Ansicht der Frucht

Der Rheinische Krummstiel ist eine Sorte des Kulturapfels (Malus domestica).

## Geschichte
Die alte robuste Streuobst-Sorte, ist seit über 200 Jahren bekannt und stammt vermutlich aus dem Raum Köln/Bonn.

## Beschreibung

### Fruchteigenschaften
Der Winterapfel ist geeignet für die Dauerlagerung. Der Apfel kann von Mitte bis Ende Oktober geerntet werden, genussreif ist er allerdings erst ab Dezember und kann bis in den Mai verzehrt werden.
Der mittelgroße Apfel ist etwas höher gebaut und hat bei einer hellgrünen Grundfarbe eine braun-rote Marmorierung. Die  Schale ist vergleichsweise hart.
Die Sorte findet als Tafel- und Wirtschaftsapfel Verwendung, Der Geschmack ist feinsäuerlich bis süßlich, mit einem angenehmen Apfelaroma. Die Sorte besitzt allerdings einen vergleichsweise niedrigen Vitamin-C-Gehalt. Die Sorte ist als Befruchtersorte geeignet (diploid).

### Baum
Der Baum ist in ganz Deutschland, vor allem noch im Westen und Südwesten, verbreitet. Die Sorte ist anfangs stark wachsend und bildet eine große und überhängende Krone.  Der Ertrag ist spät einsetzend, liefert dann aber später große Ernten. Der Rheinische Krummstiel entwickelt sehr große Bäume die bevorzugt als Hochstamm Verwendung finden und hierbei einen ausreichenden Baumabstand benötigen.

### Pflege & Anfälligkeiten
Der Rheinische Krummstiel ist eine sehr robuste Sorte und entwickelt kaum Krankheiten.

### Sortenbestimmung
Verwechslersorten sind der Rheinische Bohnapfel und der Winterprinzenapfel.